# NGC 6291
NGC 6291 (другие обозначения — MCG 10-24-86, ZWG 299.42, PGC 59435) — спиральная галактика с перемычкой (SBb) в созвездии Дракон.
Этот объект входит в число перечисленных в оригинальной редакции «Нового общего каталога».